# St. Johann Baptist (Oberweikertshofen)

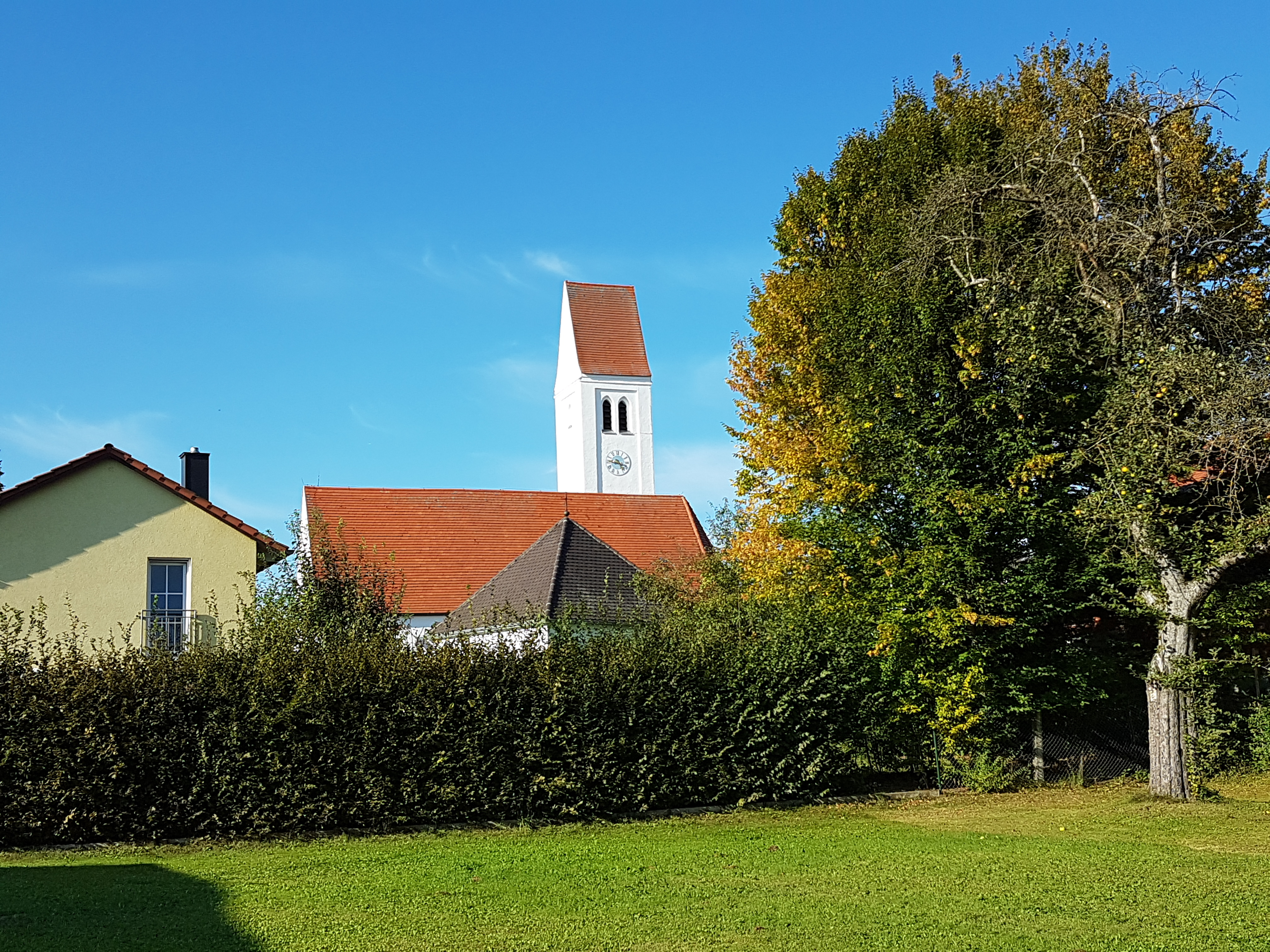
St. Johann Baptist in Oberweikertshofen

Die römisch-katholische Pfarrkirche St. Johann Baptist steht in Oberweikertshofen, einem Gemeindeteil von Egenhofen im Landkreis Fürstenfeldbruck. Sie ist in der Liste der Baudenkmäler in Egenhofen als Baudenkmal unter der Nr. D-1-79-117-6 eingetragen. Die Kirche gehört zum Dekanat Fürstenfeldbruck im Erzbistum München und Freising.

## Beschreibung

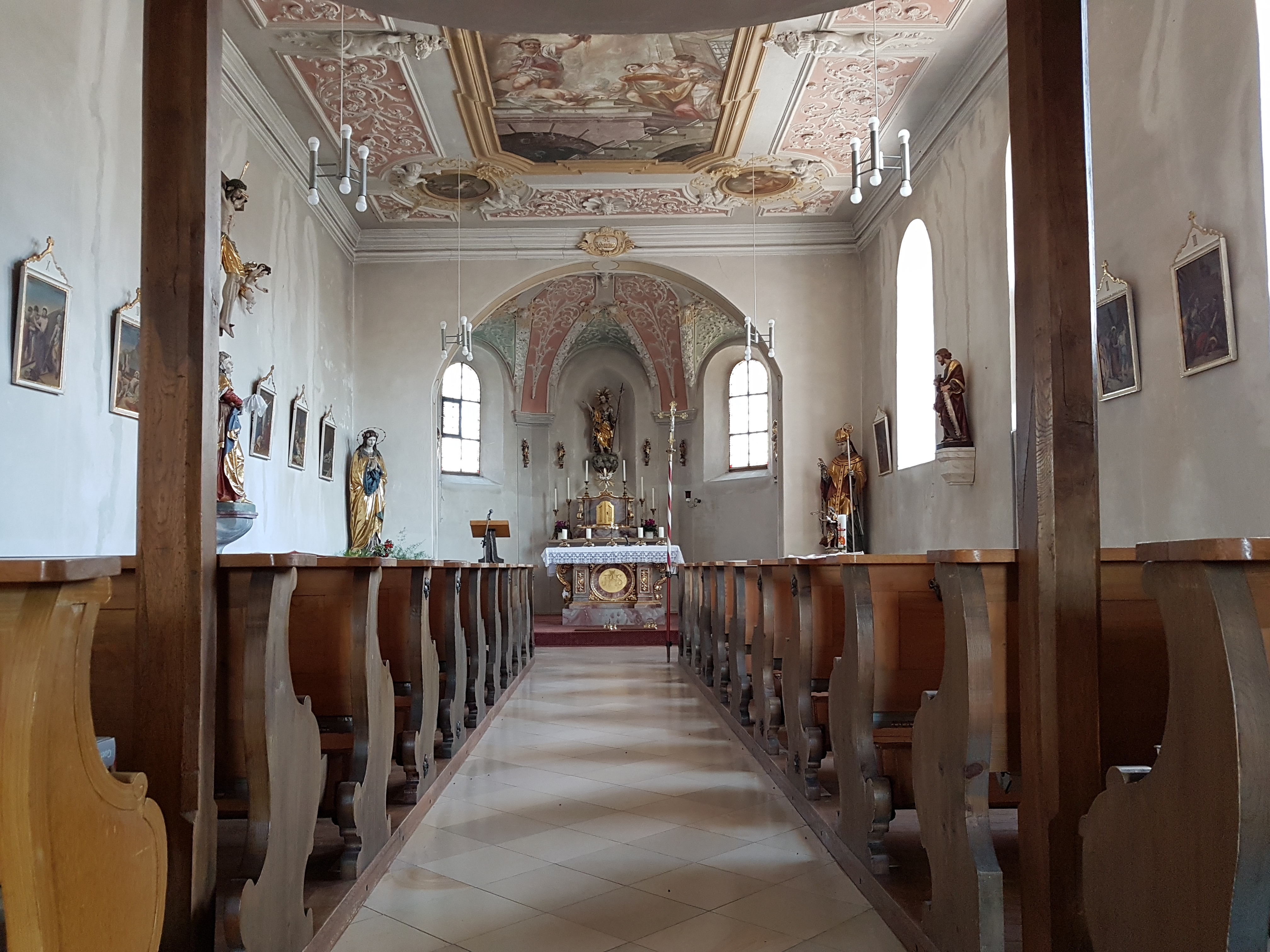
Blick zum Chor

Die im Kern spätgotische Saalkirche wurde in der zweiten Hälfte des 15. Jahrhunderts erbaut und im ersten Viertel des 18. Jahrhunderts barock umgestaltet. Sie besteht aus dem 1918/19 nach Westen verlängerten Langhaus zu ursprünglich drei Jochen, dem Chor mit Fünfachtelschluss im Osten, dem Chorflankenturm an der Nordwand des Chors, der in seinen obersten Geschossen den Glockenstuhl mit drei Glocken und die Turmuhr enthält, und der Sakristei in der Nordwestecke von Turm und Chor.
Das Geläut klingt in den Tönen as′‚ c″ und es″. Die beiden kleineren Glocken goss 1717 und 1714 Johann Matthias Langenegger in München, die größere Glocke Karl Czudnochowsky 1967 in Erding.

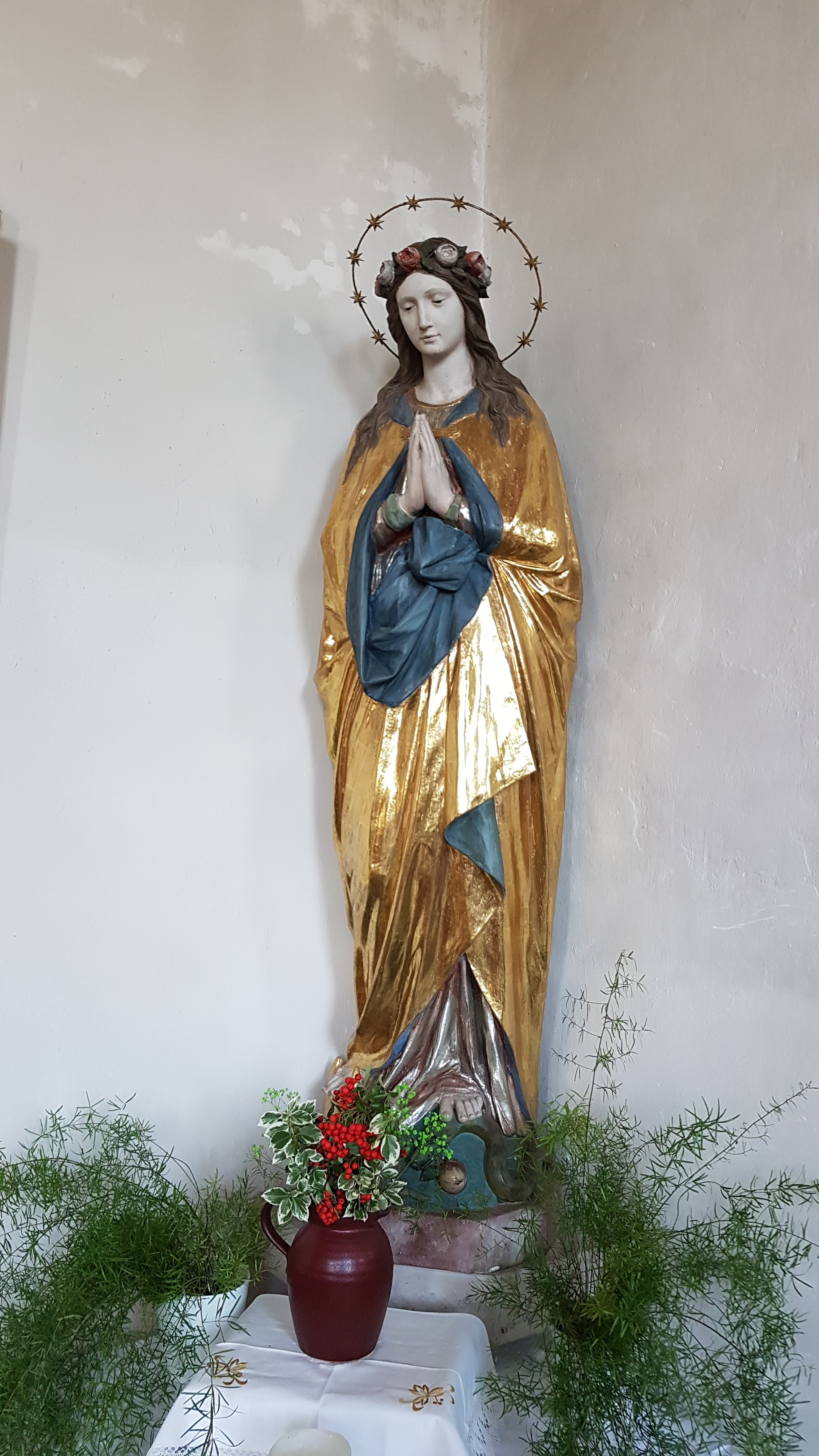
Immaculata
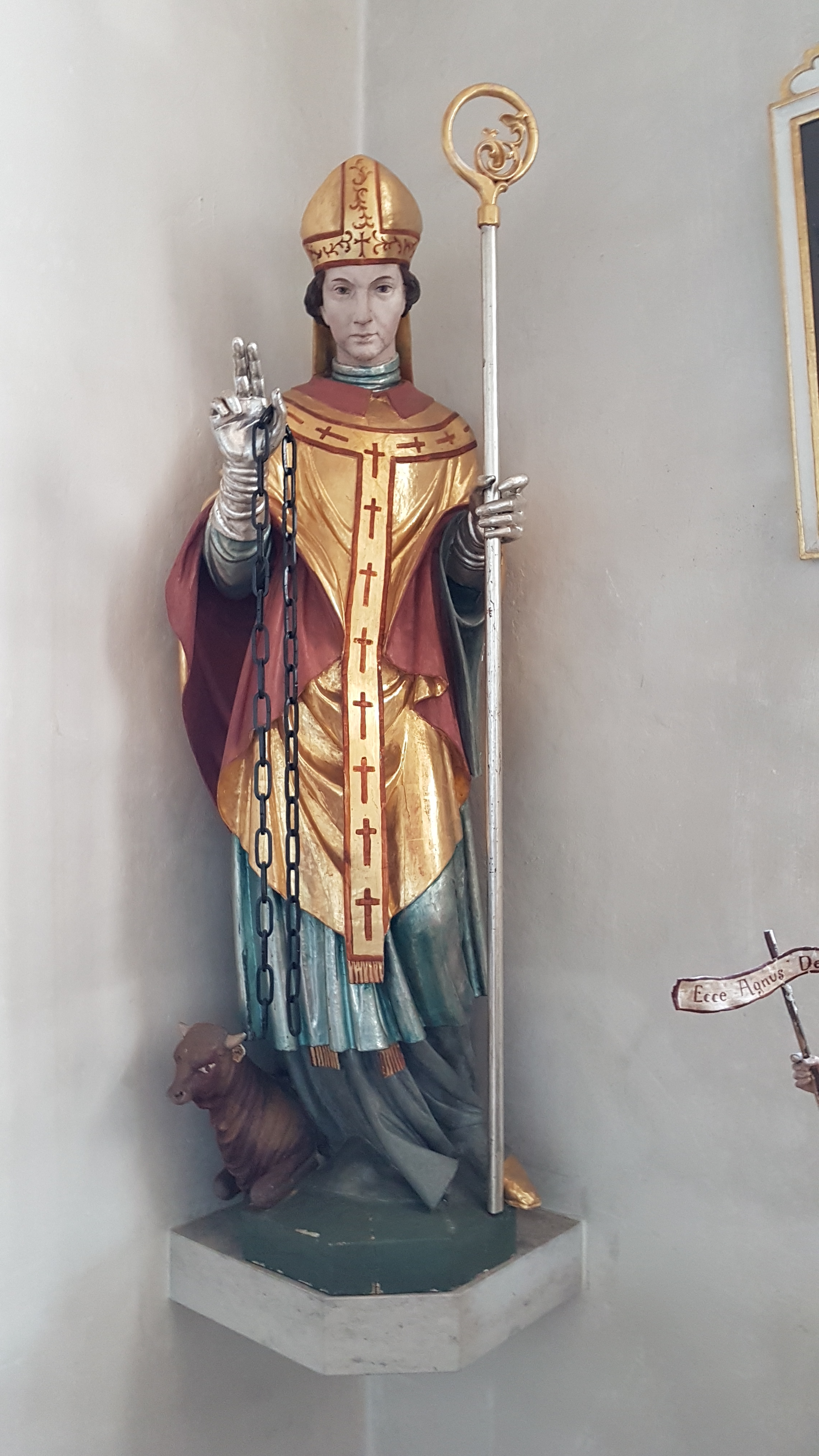
St. Leonhard

Ein Vorbau an der Südwand des Langhauses führt zum Portal. Die Deckenmalerei im Innenraum des Langhauses stammt von Johann Georg Dieffenbrunner; sie zeigt die Enthauptung Johannes des Täufers, wie sie in der Bibel geschildert ist (Matthäus 6,22−29 ).
Über dem Altar steht an der Stirnwand des Chors in einem zur Nische verschlossenen gotischen Fenster eine Statue Johannes des Täufers, des Schutzheiligen der Kirche, begleitet von zwei Engeln. Je zwei kleine Statuen stellen links die Heiligen Bartholomäus und Petrus, rechts Paulus und Rochus dar. Diese Figuren stammen möglicherweise von einem früheren Hochaltar. Am Chorbogen links steht eine Skulptur der Maria Immaculata, rechts des heiligen Leonhard, beide aus der Zeit um 1700. Die Kette als Attribut des Heiligen bezieht sich auf eine Legende, nach der durch Leonhards Gebet die Ketten zahlreicher Gefangener zersprungen seien. An der Nordwand des Langhauses hängt ein Kruzifix, darunter Maria als Schmerzensmutter, die um Jesus trauert.